# Gustavo Nasr
Gustavo Nasr (Nascido em 21 de Fevereiro de 1979) é um diretor de cinema do Rio de Janeiro, Brasil. Seu primeiro filme como diretor, Aqueles Dias, com Cynthia Falabella, foi exibido no Clermont-Ferrand International Short Film Festival, e venceu 11 premiações e indicações nacionais e internacionais, incluindo o  "Best Cinematography Language" no Amazonas Film Festival. Além disso, ele conquistou o prêmio de "Best Cinematography" no Guarnice Festival.
Adorável Psicose, uma série de TV do Multishow, dirigido e com fotografia de Gustavo Nasr, foi duas vezes vencedor da melhore série de comédia no prêmio Monet Magazine Awards: em 2012.  and 2013

## Website
- Gustavo Nasr's website